# Kloster Bursfelde

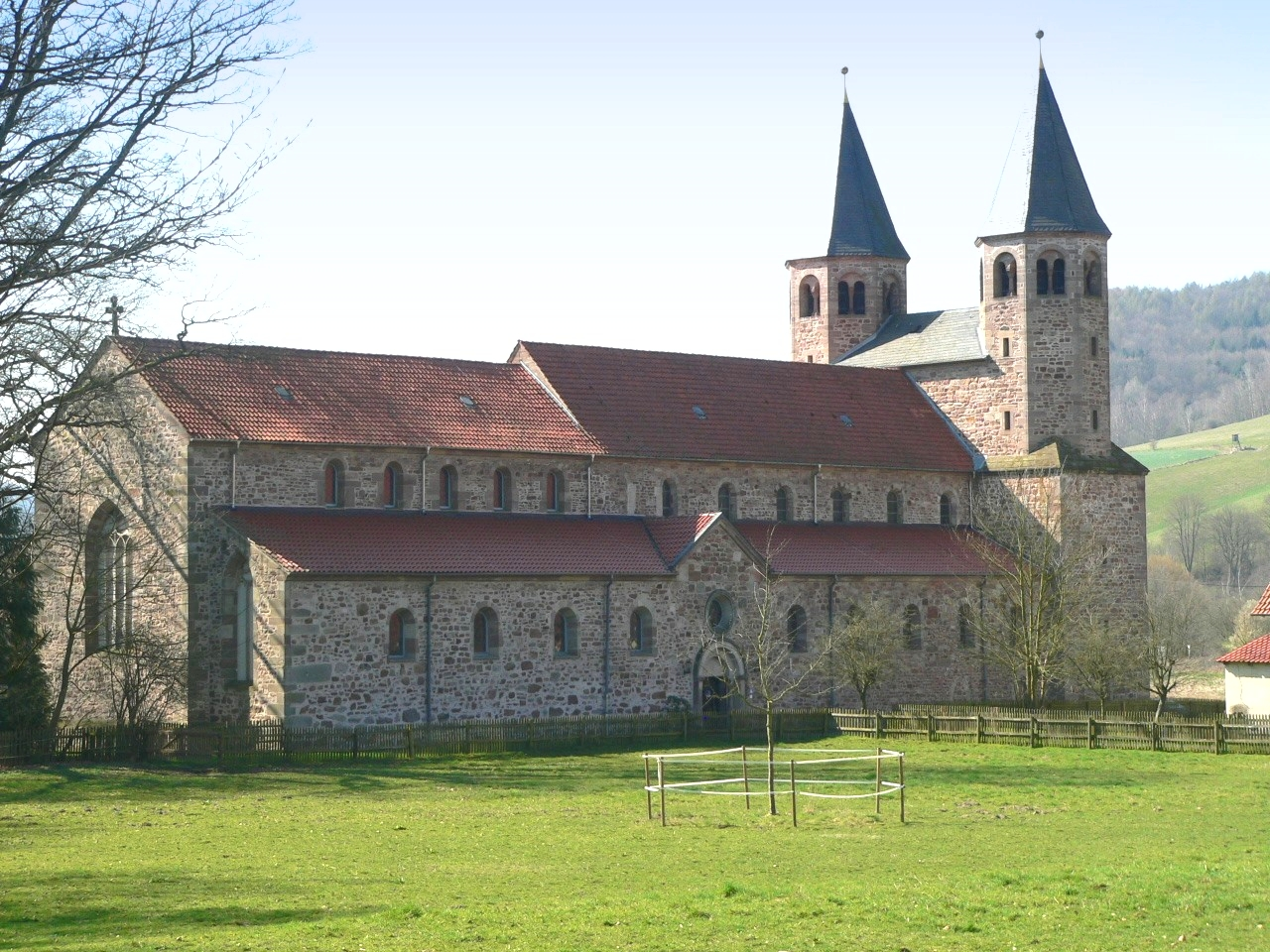
Romanische Doppelkirche der ehemaligen Benediktinerabtei Bursfelde

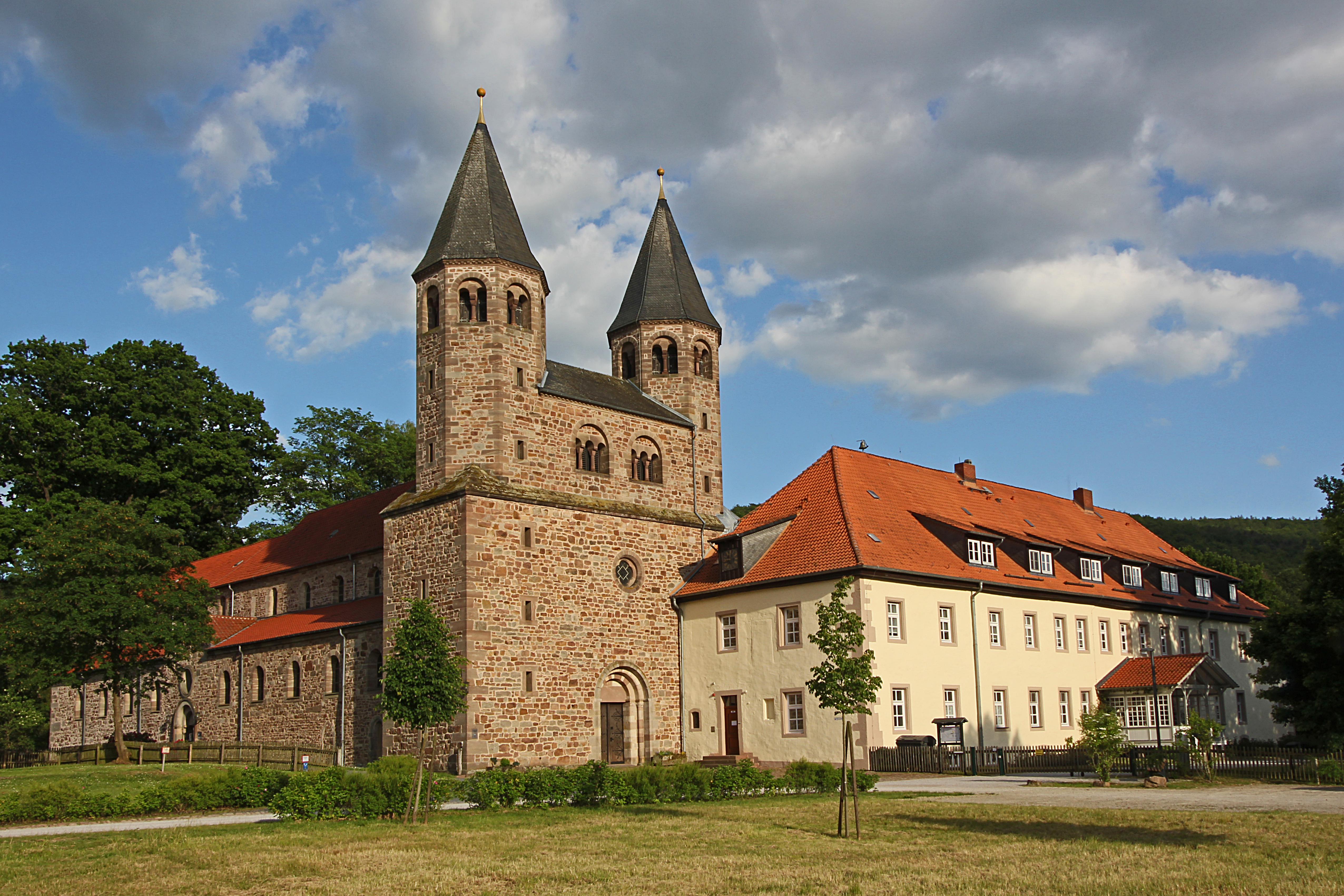
Westfront der Abteikirche

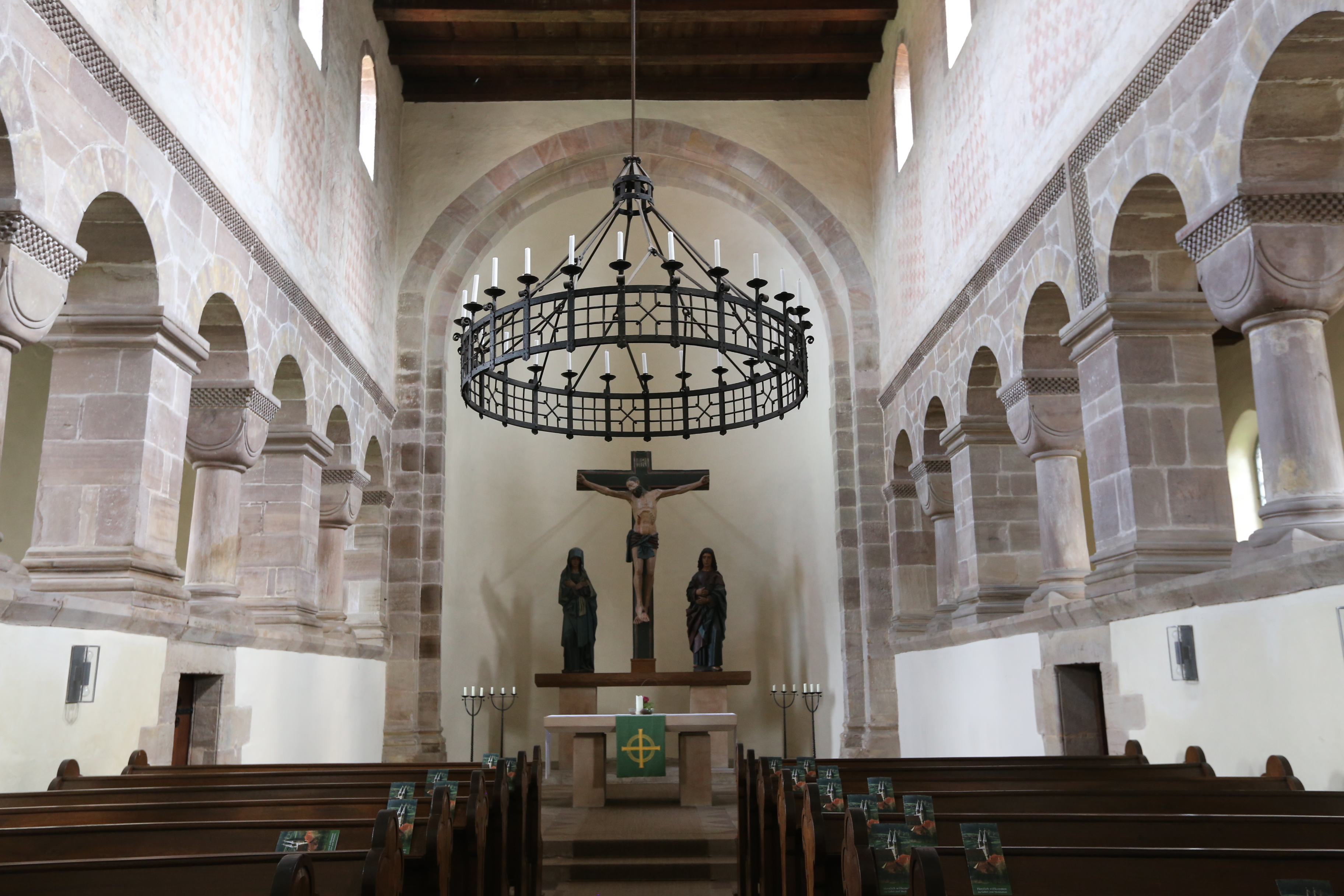
Innenraum der Ostkirche

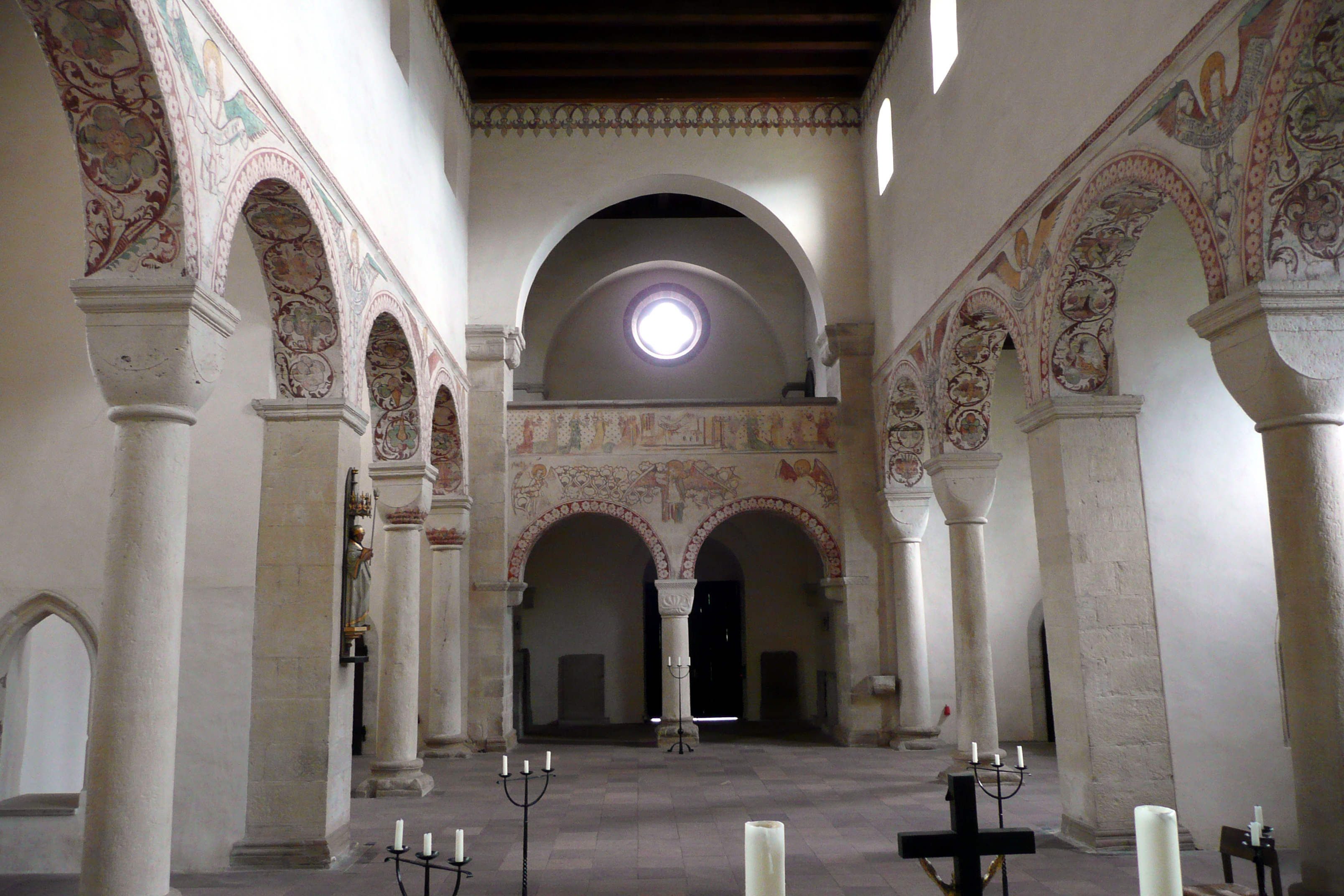
Innenraum der Westkirche

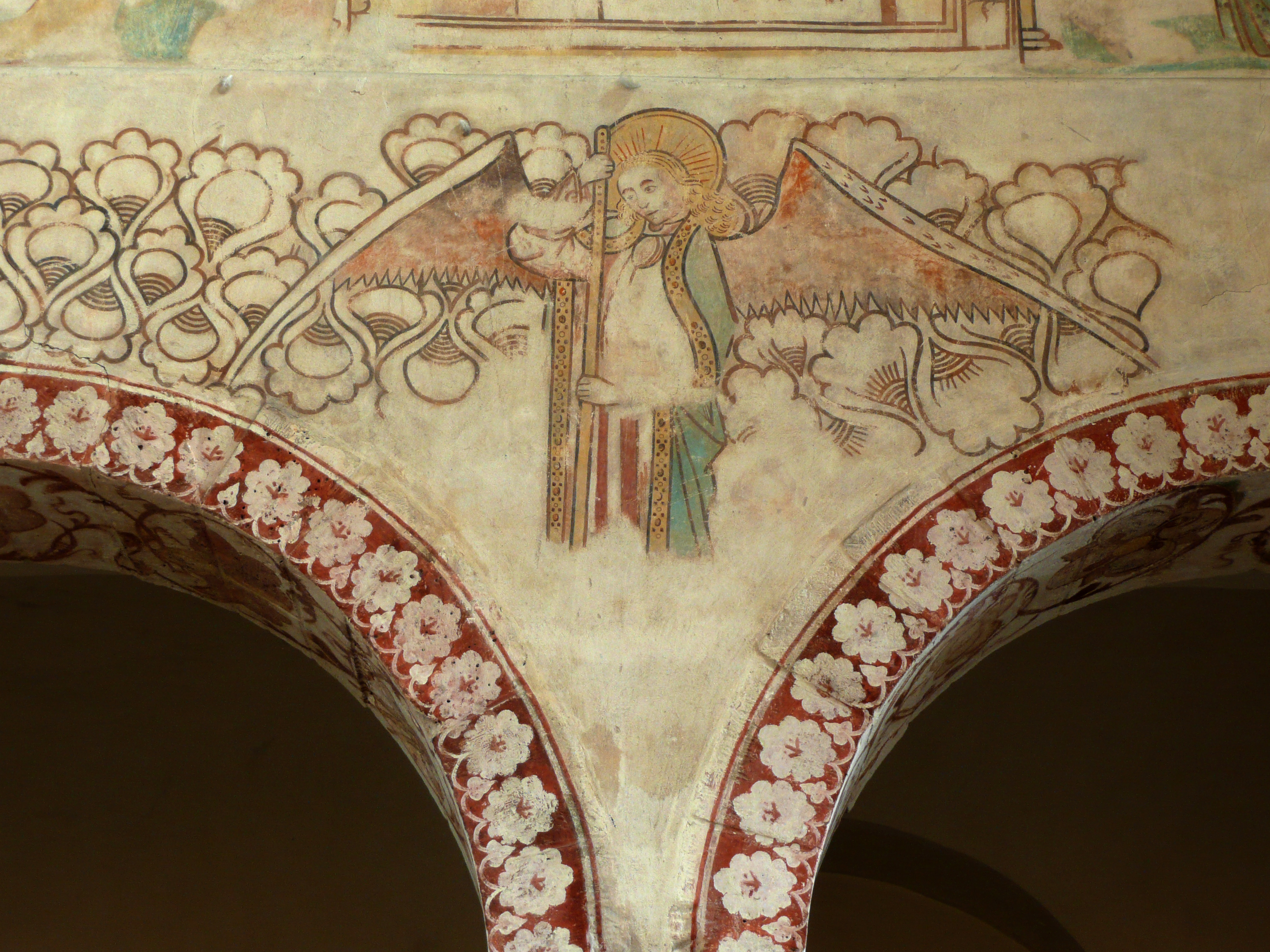
Erzengel Michael, Fresko unter der Empore in der Westkirche

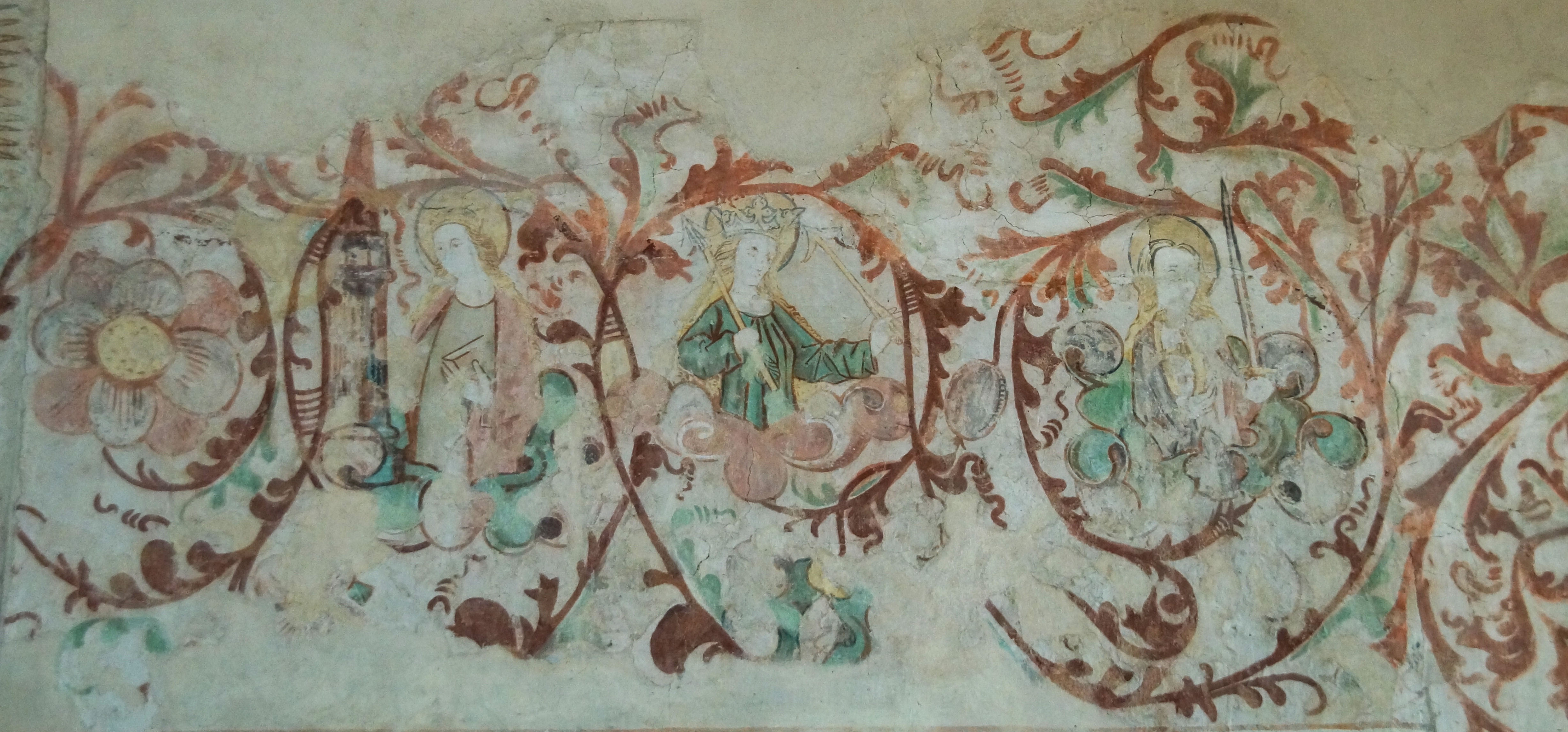
Fresko im Altarraum der Westkirche

Das Kloster Bursfelde ist eine ehemalige Benediktinerabtei in Bursfelde, einem Stadtteil von Hann. Münden im Landkreis Göttingen, Niedersachsen. Klosterkirche und Klostergut von etwa 300 Hektar Größe gehören zu dem von der Klosterkammer Hannover verwalteten Allgemeinen Hannoverschen Klosterfonds. Rechtlicher Träger des Geistlichen Zentrums Kloster Bursfelde ist die Evangelisch-lutherische Landeskirche Hannovers.

## Name
Die jüngsten Forschungen im Zusammenhang mit dem Niedersächsischen Ortsnamenbuch haben zum Ergebnis geführt, dass sich der Name auf die exponierte Lage der Siedlung bezieht und so viel bedeutet wie „ein in einem Winkel liegendes Feld“.

## Geschichte

### Klostergründung bis 14. Jahrhundert
Das Kloster Bursfelde wurde als Benediktinerabtei 1093 von Graf Heinrich dem Fetten bzw. dem Reichen (doppelte Bedeutung von Crassus) von Northeim als Grablege und Stätte des Gebetsgedenkens (memoria) für die Northeimer Grafenfamilie unter Beteiligung des zuständigen Erzbischofs Ruthard von Mainz gestiftet und mit Mönchen des nahegelegenen Klosters Corvey besetzt. Dort hatten die Northeimer Grafen die Vogtei inne, wodurch es in der Einflusszone dieser lag und so eine enge Verbindung zwischen beiden Klöstern bestand. In einer Epoche klösterlicher und kirchlicher Erneuerungsbewegungen war es bereits an den Ideen der Klosterreform von Cluny und Hirsau orientiert („Neuclunyazenser“). Im Kloster Bursfelde sollten diese Mönche durch das Zelebrieren von heiligen Messen im Gedenken an die Stifter für das Seelenheil dieser sorgen. Bei der Klostergründung wurden also dynastische Interessen Heinrichs von Northeim mit den kirchlichen Reformtendenzen verbunden.
Errichtet auf dem Gut Miminde, welches Heinrich von Albert von Gieselwerder erworben hatte, liegt das Kloster an der Stelle der Einmündung der Nieme in die Weser. Die von Otto von Northeim (Heinrichs Vater) errichtete, unweit gelegene Bramburg diente als Schutz des Klosters.
Entsprechend den Zielen der Klosterreform wurde Bursfelde durch die Unterstützung des Erzbischofs Ruthard von Mainz die freie Abtwahl zugestanden, nicht jedoch die freie Vogtwahl; diese behielten sich die Grafen von Northeim selbst vor („erbliche Gründervogtei“ / „Stiftervogtei“). Somit bestand keine politische Freiheit, da man auf die juristische sowie militärische Unterstützung durch den Vogt angewiesen war. Die Vergabe des Markt- und Münzrechts an das Kloster weist Hans-Walter Krumwiede zufolge auf die Bedeutung zum Ausbau der Territorialmacht Heinrichs von Northeim hin.
Andererseits muss die wirtschaftliche Bedeutung relativiert werden, da der Arbeitsschwerpunkt im Benediktinerkloster nicht auf dem Handwerk und der Landwirtschaft lag, sondern nach Krumwiede die Wissenschaft und den Unterricht in den Vordergrund stellte.
Im Jahr 1101 wurde der Stifter in Friesland erschlagen und am 10. April im Gründungsbau, der späteren Westkirche, bestattet. Seine Frau Gertrud die Jüngere von Braunschweig gründete 1115 das Kloster St. Aegidien in Braunschweig, das dem Abt von Bursfelde unterstellt wurde und somit eine enge Beziehung nach Bursfelde besaß. Heinrichs Tochter Richenza, deren Gemahl Lothar von Supplingenburg der spätere Kaiser Lothar III. wurde, ließ nach 1135 den großen Ost-Chor errichten. Nach Krumwiede wird darin ein Bedürfnis nach höherer Repräsentativität des Northeimer Familienklosters deutlich.
1144 ging die Abtei Bursfelde in den Besitz Heinrichs des Löwen, des Herzogs von Sachsen (1139) und später auch von Bayern (1156), über, nachdem Siegfried IV., ein Enkel Ottos von Northeim, ohne männliche Nachkommen gestorben war. Heinrich der Löwe bestätigte die Rechte des Klosters nach der Vorlage einer gefälschten Gründungsurkunde. Aufgrund fehlender Erben in der Grafenfamilie zu Northeim fiel das Erbe der Grafschaft Northeim und somit auch das Kloster Bursfelde an die Welfen. Heinrich der Löwe beschränkte seine Herrschaft über das Kloster auf die Schutzherrschaft und Gerichtsbarkeit.
Dass er keinen weiteren machtpolitischen Nutzen aus diesem Erbe zog, liegt im sinkenden Stellenwert der benediktinischen Reformbewegung im Allgemeinen und des Klosters Bursfelde im Speziellen begründet. Nach Beendigung des Investiturstreits hatte die benediktinische Reformbewegung ihren Zenit überschritten. Der erstarkende Zisterzienserorden wurde in dieser Zeit populär und „überflügelte“ den Benediktinerorden. Die Zisterziensermönche taten sich durch eine überaus asketische Lebensweise im Vergleich zu den Benediktinern hervor. Später kam außerdem weitere Konkurrenz durch Bettelorden hinzu. Nichtsdestoweniger besaß das Kloster um 1200 große Grundbesitze mit 14 Höfen, die allerdings weit verstreut lagen: von Südhannover bis ins Braunschweigische, über Westthüringen bis in die Gegend von Erfurt, über Nordhessen bis südlich von Kassel und nach Westfalen bis in die Nähe von Osnabrück. Die Schwerpunkte lagen jedoch im Gebiet um Bursfelde. Die Landbesitze wurden zum großen Teil durch Fronhofsverbände bewirtschaftet; lediglich das Gut Bursfelde wurde eigens bewirtschaftet.
Aus der Zeit von 1150 bis etwa 1430 ist nur wenig überliefert. Gegen Ende des 12. Jahrhunderts gab es vermutlich eine Abts-Vakanz, welche jedoch nicht belegt werden kann. Eine Planung, das Kloster an einen anderen Ort zu verlegen, bleibt ebenfalls unbelegt. In Bursfelde wurden, dem Typus des Adelsklosters entsprechend, vor allem Mitglieder der Herrengeschlechter von Stockhausen, von Bodenhausen, von Uslar etc. aus der Umgebung aufgenommen. Für den Beginn des 14. Jahrhunderts ist auch die Aufnahme zweier Göttinger Personen aus einer wohlhabenden Bürgerfamilie nachweisbar. Der Niedergang des Klosters Bursfelde reichte so weit, dass 1398 nur noch vier Mönche in Bursfelde erwähnt werden. Von 1402 an bis zum Beginn der Bursfelder Reform fehlt sogar jegliche urkundliche Überlieferung, was auf eine weitreichende Bedeutungslosigkeit des Klosters hinweist.

### Zeit der Bursfelder Reformbewegung 1433–1542
Nach diesem Verfall des Klosters bzw. des ganzen Ordens, dem Höhepunkt der Pestepidemie zur Mitte des 14. Jahrhunderts und dem Abendländischen Schisma (1378–1417) sollten die Reformkonzile von Konstanz (1414–1418) und Basel (1431–1449) den Startpunkt zu einer neuen Frömmigkeit (devotio moderna) setzen. Daran schlossen sich auch benediktinische Reformbewegungen an, deren Mittelpunkte auf „deutschem“ Gebiet in Bursfelde, Melk a. d. Donau und in Kastl in der Oberpfalz lagen.
In Bursfelde setzt dieser Prozess mit dem Abt Johannes Dederoth und der Bursfelder Kongregation ab 1443 ein. Dieser aus Hann. Münden stammende Benediktinermönch kam während eines Rom-Aufenthalts mit der von Ludovico Barbo ausgehenden Reformbewegung (Cassinensische Kongregation) in Kontakt und gestaltete das Kloster Bursfelde zur Reformabtei um. Während er gleichzeitig Abt von Bursfelde und dem Kloster Clus war, ab 1435 zudem Abt von Reinhausen bei Göttingen, stellt er den Ausgangspunkt für die benediktinische Reform in Norddeutschland dar.
Nachdem Dederoth 1439 an der Pest gestorben war, kam es unter dessen Nachfolger Johannes von Hagen († 1469) zu einer Union zunächst zwischen Bursfelde, Clus, Reinhausen und Huysburg, für welche er nach Plan Dederoths 1445 eine gemeinsame liturgische Ordnung (liber ordinarius) beim Basler Konzil beantragte. Diesem Antrag stimmte der Präsident des Basler Konzils, Kardinallegat Ludwig d’Allemand, 1446 durch eine Bulle zu. Darin wurde die Konstituierung der Bursfelder Kongregation mit eigenen Kapiteln unter der Präsidentschaft des Abtes von Bursfelde sowie eigenen Visitatoren festgehalten.
Die Äbte in Bursfelde waren also von diesem Zeitpunkt an Präsidenten der Kapitel auf Lebenszeit. Daraus resultiere Krumwiede zufolge eine Überforderung für die Äbte aus der Vielzahl an Verpflichtungen, was in der Bitte von 1582 deutlich wird, dass das Kapitel ihren Abt eine Zeit lang von der Präsidentschaft in der Kongregation entbinden möge. Zwischen 1458 und 1530 fanden insgesamt 68 Generalkapitel der Bursfelder Kongregation statt, jedoch lediglich elf in Bursfelde selbst. Dies lag am Bemühen, zentralere Orte für die Kapitel aufzusuchen.
Das Kloster Bursfelde vergrößerte sich in diesem Zeitraum nicht sonderlich. Eine Ursache dafür waren die wiederholten Entsendungen kleiner Mönchskolonien in andere kleinere Benediktinerklöster. Die Schwerpunkte im Wirken der Abtei Bursfelde lagen letztlich bei Kloster- und ordensinternen Prozessen. Nach Außen ist als erstes die Einrichtung und die Arbeit an der Klosterbibliothek zu nennen, für welche Bücher geschrieben, kopiert und gesammelt wurden.

### Bursfelde seit der Reformation

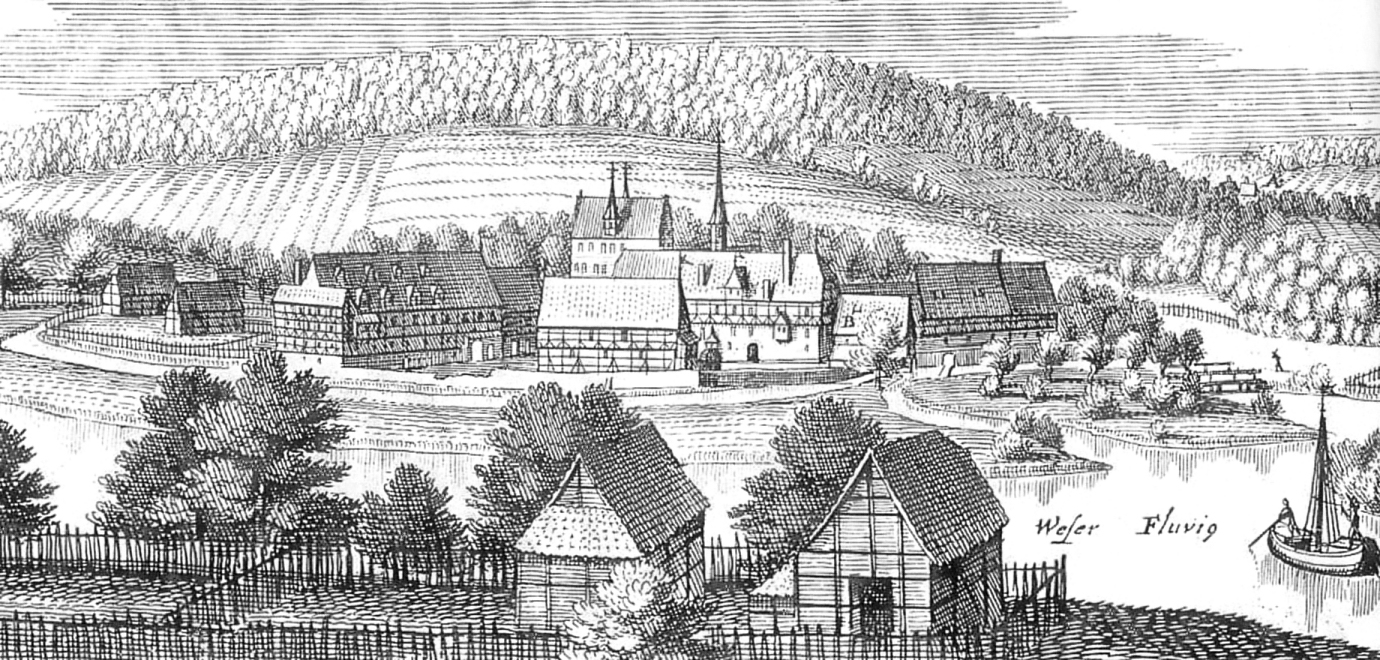
Kloster Bursfelde (Bürsfeld) nach Matthäus Merian, um 1654–1658

Die Kritik der reformatorischen Bewegung im 16. Jahrhundert am Klosterleben führte zunächst zu einer völligen Verschlossenheit und Gegenwehr gegen die evangelische Predigt. Schon 1518 gab es erstmals eine Forderung nach Zurechtweisung der Anhänger der reformatorischen Bewegung durch das Generalkapitel. 1525 musste das Kapitel wegen der Bauernkriege ausfallen und 1529 erfolgte die erste Stellungnahme zur Ablehnung jener Lehre.
Ein Wendepunkt in dieser Beziehung wurde 1540 erreicht, als die evangelisch gewordene Herzogin Elisabeth von Calenberg-Göttingen die Herrschaft für ihren unmündigen Sohn Erich II. übernahm. Sie führte 1542/43 mit ihrem evangelischen Landessuperintendenten Antonius Corvinus eine große Kirchen- und Klostervisitation durch, bei welcher die Umgestaltung aller Klöster in Calenberg-Göttingen nach der evangelischen Klosterordnung überprüft werden sollte. Somit wurde auch das Kloster Bursfelde evangelisch. Johann Rappe, der seit 1539 Abt Bursfeldes und damit Präsident der Kongregation war, blieb ab 1542 nur noch unter Vorbehalt der Präsident. Ferner war die Aufnahme von Novizen untersagt.
Die Verhältnisse in Bursfelde kehrten sich mit Erichs Machtantritt erneut um, denn dieser wurde wiederum katholisch. Der der Abtei noch immer vorstehende Rappe machte die Reformation Bursfeldes daraufhin rückgängig. Nach dem Tod Erichs II. fiel das Herzogtum Calenberg-Göttingen an Herzog Julius von Braunschweig-Wolfenbüttel, einen der bedeutendsten evangelischen Fürsten Niedersachsens im 16. Jahrhundert. Nach einer Visitation wurde Bursfelde dementsprechend wieder evangelisch. Bei seiner Vereidigung musste Abt Johannes Pumme gar dem Katholizismus abschwören. Mit dem Westfälischen Frieden (1648) wurde das Kloster endgültig evangelisch.
Unter Abt David Denicke (1640–1679) begann die Zeit der evangelischen Prälatur unter dem protestantischen landesherrlichen Klosterregiment. Während Denickes Amtsführung kam Bursfelde zum hannoverschen Klosterfonds und untersteht bis heute der Klosterkammer Hannover. Des Weiteren war er der letzte konventuale Abt Bursfeldes. Er selber residierte nicht einmal mehr im Kloster und propagierte somit schon die Trennung der Abtswürde vom alltäglichen Geschehen im Kloster. Der Abtstitel wurde nach seinem Tod an verdiente Beamte vergeben.
Seit 1828 wird der Abtstitel als Ehrentitel an einen Inhaber einer Professur der Theologie an der Universität Göttingen vergeben, dem dann eine kleine Wohnung und ein neutraler Raum für Gespräche bereitstehen. Das Kloster ist zwar eine evangelische Prälatur, in ihm leben jedoch keine Mönche mehr. Bis 1931 verhielten sich die Äbte äußerst passiv. Lothar Perlitt zufolge haben sich diese „in keiner erkennbaren Weise um Bursfelde gekümmert.“ Erst Abt Carl Stange (1870–1959) habe praktische Konsequenzen aus seiner Amtswürde gezogen und die Tradition der „Bursfelder Himmelfahrtstreffen der Universität“ initiiert. 1955 wurden die staatskirchenrechtlichen Belange des Amtes des Abts von Bursfelde im Niedersächsischen Kirchenvertrag (Loccumer Vertrag) geregelt. In diesem heißt es:
„Die Prälatur Bursfelde wird auf Vorschlag der Landesregierung durch die zuständige Behörde der Evangelisch-lutherischen Landeskirche (den Kirchensenat) aus dem Kreise der ordentlichen Professoren der Theologischen Fakultät der Universität Göttingen besetzt“ (§ 21, Abs. 3).
Des Weiteren gibt es keine festgeschriebenen Amtspflichten, wohl aber das Kanzelrecht in Bursfelde sowie die generellen Rechte und Pflichten eines ordinierten Geistlichen.

### Ruthard-Urkunde und Bestätigungsurkunde
Von der Gründung des Klosters ist allein eine gefälschte Gründungsurkunde erhalten, die als Ersatz für eine nicht mehr vorhandene Gründungsurkunde die Rechte des Klosters bestätigte. Dies ist die so genannte Ruthard-Urkunde, ausgestellt auf den Namen des Erzbischofs Ruthard von Mainz vom 15. Juli 1093, deren Entstehung Luntowski auf das letzte Drittel des 12. Jahrhunderts datiert. Zudem gibt es eine Bestätigungsurkunde Erzbischof Heinrichs I. von Mainz über die Gründung vom 19. Juni 1144, die als zweifelsfrei echt gilt. Sie dient als ausführliche Quelle zur Stiftung Bursfeldes mit der Gründung am 12. Juni 1093, als Heinrich IV. Kaiser und Ruthard Erzbischof von Mainz waren.
Interessant ist, dass die Gründungsurkunde und Bestätigungsurkunde weitgehend wörtlich übereinstimmen. Auch die Buchstabenformen wurden teilweise nachgemalt. Erhebliche Unterschiede gibt es jedoch bei der Aufzählung der Besitztümer und Rechte des Klosters. Dem Kontext und Schriftbild diente also die Konfirmationsurkunde als Vorbild, während beim Siegel und dem Eingangsprotokoll auf eine Adalberturkunde (ältestes Diplom des Klosters) zurückgegriffen wurde.
Da Konfirmationsurkunden in der Regel den Wortlaut der Vorurkunden übernehmen, greift die gefälschte Ruthard-Urkunde indirekt wieder auf ihr Original zurück, wobei die Unterschiede zwischen Konfirmationsurkunde und gefälschter Ruthard-Urkunde die Abweichung zum Original darstellen:
Zu den Brüdern Heinrich dem Fetten und Siegfried III. von Boyneburg wird als Stifter auch deren Bruder Kuno von Beichlingen genannt. In der Ruthard-Fälschung kamen im Gegensatz zur Konfirmationsurkunde ein gestifteter Hof und 37 gestiftete Ortschaften hinzu. Außerdem werden dem Kloster in der Fälschung mehr Privilegien eingeräumt. Darunter befindet sich der Vogteipassus, in welchem dem Kloster mehr Rechte gegenüber dem Vogt zugesprochen und den Erben der Gründer der Anspruch auf die Vogtei gesichert wird. Des Weiteren wird dem Erzbischof von Mainz das Recht eingeräumt, im Kloster zu taufen, Begräbnisse zu zelebrieren, Kranke zu besuchen und Oblationen anzunehmen. Luntowski merkt an, dass die Fälschung möglicherweise auch eine Abschrift des Gründungsprivilegs sei.
Die hinzugekommenen Güter sind durch nachträgliche Stiftungen Heinrichs und seiner Frau Gertruds und spätere Erwerbungen durch das Kloster zu erklären, welche zum Zeitpunkt der Fälschung im Besitz des Klosters waren und durch die gefälschte Gründungsurkunde bestätigt wurden. Auch der Vogteipassus stellt eine Erweiterung zugunsten des Klosters dar. Diese scheint aber bestehende Rechte des Klosters zu bestätigen. In einer Urkunde Heinrichs des Löwen vom 23. Juli 1144 an Erzbischof Heinrich von Mainz ist die Rede davon, dass bei der Gründung durch dessen Urgroßvater, Heinrich den Fetten, diese Rechte festgelegt worden seien.

### Das Privileg Eugens III.
Das Privileg Papst Eugens III. ist ein auf den 9. Januar 1152 datiertes, gefälschtes päpstliches Schutzprivileg zur Wahrung weiterer Rechte, vor allem zum Schutz des Klostereigentums. Nach Klagen des Abtes Nithard von Bursfelde über die Zersplitterung des Bursfelder Besitzes reagiert Papst Eugen mit diesem Schutzprivileg: Ohne Zustimmung des Konvents ist es dem Abt Bursfeldes demnach nicht erlaubt, Besitztümer des Klosters zu verkaufen. Außerdem werden in der Urkunde alle Besitzungen sowie Rechte des Klosters genannt und damit auch bestätigt. Diese Besitze und Rechte des Klosters werden zudem unter den Schutz des Papstes gestellt. Die Erzbischöfe und Bischöfe, in denen die Besitze des Klosters liegen, sollen, unter Strafandrohung, für die Wahrung der Rechte und Besitze des Klosters sorgen. Darin wird möglicherweise die fehlende Unterstützung durch die Bischöfe zur Zeit der Fälschung der Urkunde deutlich, welcher durch diesen herausstechenden Zusatz begegnet werden soll.
Die Vorlage dieser Urkunde war Luntowski zufolge die unechte Ruthard-Urkunde, dessen Eingangsprotokoll teilweise genau nachgebildet wurde. Es ergibt sich demzufolge das Abhängigkeitsverhältnis: Konfirmationsurkunde – Ruthardprivileg – Eugenprivileg.

### Klosterbibliothek
Der Bestand der beachtlichen Klosterbibliothek Bursfelde ist in der Zeit zwischen der Reformation und dem Dreißigjährigen Krieg in mehrere Fonds aufgeteilt und dann zerstört bzw. weit verstreut worden. Der größte Teil befindet sich in der Universitätsbibliothek Marburg. Er gelangte über die 1812 aufgehobene Klosterbibliothek Corvey dorthin. Weitere Teile gelangten über Corvey in die Erzbischöfliche Akademische Bibliothek Paderborn (EAB) und ins Bistumsarchiv in Trier.
Strittig ist indes, wann und wie Teile der Bibliothek nach der Einführung der Reformation im Herzogtum Braunschweig-Calenberg-Grubenhagen nach Corvey gelangten. Die diskutierten Daten liegen zwischen 1585 und 1588 und zwischen 1629 und 1635. Als sicher gilt hingegen, dass die Bibliothek bis 1585 ungeschmälert blieb. Dies ist durch ein damals angefertigtes Klosterinventar belegt.
Weitere Bibliotheken mit Drucken bzw. Handschriften aus Bursfelde:
- Niedersächsische Staats- und Universitätsbibliothek Göttingen
- Kestner-Museum Hannover
- Dombibliothek Hildesheim
- Universitätsbibliothek Kassel
- Universitäts- und Landesbibliothek Bonn
- Bibliothek der Bollandisten zu Brüssel
- Bibliothèque nationale et universitaire de Strasbourg
- Widener Library Harvard
- Staatsbibliothek zu Berlin – Preußischer Kulturbesitz (SBB-PK)[25]

## Äbte
(Ernennungsjahr) / (Amtszeit als Abt)
- Heinrich (um 1117)
- Nithard (um 1150)
- Albert von Bodenstein (1424–1430), musste sein Amt altersmäßig abgeben[26]
- Johannes Dederoth (1433) / (1433–1439)
- Johannes von Hagen  (1439–1469)
- Theoderich von Homborch (1469–1485)
- Johann Westphal (1485–1502)
- Heinrich Ohm (1502–1534)
- Reiner (1534–1539)
- Johannes Rappe (1539–1562)
- Johannes Frencking (1562–1578)
- Andreas Lüdderitz (1578–1581 res.)
- Melchior Böddeker (1581/1585–1601)
- Johannes Pumme (1602–1611)
- Matthias Dornwell (1611–1629/1639)
- Arnold Koenen (1629–1649)
- Heinrich Hulshorst (1656–1680) (Titularabt)
- David Denicke (1640–1679)
- Johann Wilhelm Kotzebue (um 1700–1730)
- Voigt, Commissionsrat (um 1732)
- Johann Daniel Gruber (1733–1748)
- Georg Friedrich Brandes (um 1790)
- Wilhelm August Rudloff[27] (um 1800–1822)
- Gottlieb Jacob Planck (11. April 1828) / (1828–1833)
- Friedrich Lücke (30. September 1843) / (1843–1855)
- Friedrich Ehrenfeuchter (2. August 1856) / (1856–1878)
- Ludwig Schöberlein (28. Juni 1878) / (1878–1881)
- Hermann Reuter (14. November 1881) / (1881–1888)
- Hermann Schultz (12. Februar 1890) / (1890–1903)
- Karl Knoke (3. April 1904) / (1904–1920)
- Carl Stange (1. April 1932) / (1932–1959)
- Hermann Dörries (8. August 1960) / (1961–1966)
- Joachim Jeremias (15. September 1968) / (1968–1970)
- Götz Harbsmeier (26. Januar 1971) / (1971–1979)
- Lothar Perlitt (1. April 1981) / (1981–2000)
- Joachim Ringleben (1. Juni 2000) / (2000–2016)
- Thomas Kaufmann (5. Mai 2016) / (seit 2016)

## Bursfelde heute – Klosterleben

### Geistliches Zentrum Kloster Bursfelde
Das Geistliche Zentrum bietet seit 1978 ganzjährig Angebote für haupt- und ehrenamtlich tätige Mitarbeiter der Kirche an. Das Geistliche Zentrum ist als Arbeitsfeld des Fachbereiches 2 in das Haus kirchlicher Dienste der Landeskirche Hannover eingebunden. Die Angebote werden von Mitarbeitern des Missionarischen Dienstes im Haus kirchlicher Dienste und weiteren Referenten gestaltet. Zum Geistlichen Zentrum gehören das Tagungshaus und der Bereich Einkehr und Stille.

### Gutshaus
Das barocke Gutshaus des Klosters mietet der Kirchenkreis Münden für ein symbolisches Nutzungsentgelt von der Klosterkammer. Genutzt wird es als „Tagungszentrum Kloster Bursfelde“, in dem vor allem kirchliche Arbeit mit jungen Erwachsenen geleistet wird sowie Tagungen der Universität Göttingen stattfinden. 1990/90 wurde das Gebäude renoviert und modernisiert. Zudem verfügt es über 36 Betten.

### Klosterkirche
Die Klosterkirche ist für Besucher ganzjährig von 8 bis 18 Uhr geöffnet und spricht gerade Kirchen- und Kunstliebhaber an. Zudem wird sie von einer kleinen evangelischen Gemeinde genutzt. Seit den 1970er Jahren findet jeden Abend um 18 Uhr ein Abendgebet in der Ostkirche statt.  Zudem wird an jedem ersten Sonntag im Monat um 11 Uhr ein Abendmahlsgottesdienst gefeiert.
In der Westkirche finden die „Bursfelder Sommerkonzerte“ statt, die seit 1971 vom Mündener Kulturring und dem Kirchenkreis Münden veranstaltet werden. Hier werden Chor- und Kammermusik dargeboten.
Traditionell findet am Himmelfahrtstag ein Universitätsgottesdienst mit anschließendem Festvortrag im Kloster Bursfelde statt. Dadurch soll an die benediktinische Tradition des Zusammengehörens von Gebet und Studium angeknüpft werden. Den Vortrag hält in der Regel ein Göttinger Professor aus seinem üblicherweise nichttheologischen Forschungsgebiet. Die Vorträge werden seit 1982 in der Reihe der Bursfelder Universitätsreden im Verlag Göttinger Tageblatt publiziert.
Im Turm hängt eine der Glocken des Königsberger Doms, deren Klang schon Immanuel Kant gehört hat. Die alte Stundenglocke ist 100 kg schwer und wurde 1952 auf dem Hamburger Glockenfriedhof gefunden und nach Bursfelde gebracht. Die heute noch läutende Glocke trägt die Inschrift D ET Joh An Do MCCCCLXX G da / Jochim GryTTE – wurde also 1470 in Danzig gegossen.
Zum 900-jährigen Bestehen des Klosters erschien 1993 eine Sonderbriefmarke der Deutschen Bundespost mit den Abbildungen der Klosterkirchen von Bursfelde und Maria Laach. Das Kloster Maria Laach, ebenfalls 1093 gegründet, ist seit der Reformation eng mit dem Kloster Bursfelde verbunden (Bursfelder Union).

## Klostergebäude
Von den Klostergebäuden ist in erster Linie die romanische Klosterkirche St. Thomas und Nikolaus erhalten, unterteilt in eine Ost- und eine Westkirche mit deren zur Weser hin stehenden, im 19. Jahrhundert im historisierenden Stil errichteten Türmen. Der Innenraum der Westkirche enthält Wandmalereien aus dem 15. Jahrhundert. In der Ostkirche wird regelmäßig der Gottesdienst abgehalten. Südlich daneben befindet sich ein „Raum der Ruhe“, in dem man sich eine Kerze anzünden und in Ruhe beten kann. Ursprünglich bildete die Kirche eine Säulenbasilika mit sieben Arkaden, Querhaus, Chorquadrat und einer rechtwinkligen Apsis. Der Ostteil wurde 1135 umgebaut und ein Westteil trat hinzu, in welchem man im Bereich der nördlichen Wand noch Fischgrätmauerwerk erkennen kann. Ab dem Ende des 11. Jahrhunderts wurde die Arkadenzone im westlichen Teil der Kirche, nach dem Hirsauer Chorschema, gegliedert und mit viermaligen Stützenwechsel von Säulen und Pfeilern, die sich auf hohen Sockeln befinden, gestaltet. Der Ostteil erfuhr späterhin eine ähnliche Ausformung. Die Kämpferplatten tragen ein Schachbrettmuster und auf dem Schildern der Würfelkapitelle sind noch spätere Malereiarbeiten erkennbar. Oberhalb der Arkaden zu beiden Seiten der Kirche sind Fresken aus dem 15. Jahrhundert angebracht, die aus großen Heiligenfiguren bestehen und durch ornamentale Felder voneinander getrennt sind. Weitere Eingriffe in die Gestaltung der Kirche fanden nach der Gründung der Bursfelder Kongregation statt. Im 19. Jahrhundert wurden die Apsiden der Kirche umgestaltet, sie bildeten früher einen rechteckigen Chor, wie man an der Verquaderung der Außenseite heute noch erkennen kann. Auch die romanischen rotweiß-gestreiften Fenster erlebten eine Umgestaltung, jedoch bereits zu Zeiten des Spätmittelalters. Diese wurden damals zu Spitzbogenfenstern verändert. 1846 wurde zwischen West- und Ostkirche eine Mauer eingezogen. 1901 bis 1904 wurde das brüchige Westwerk abgetragen und neu errichtet, dabei erhielt es zwei Turmspitzen.

## Historische Kulturlandschaft
Kloster Bursfelde liegt innerhalb der 5 km² großen historischen Kulturlandschaft Niemetal mit Kloster Bursfelde, die von landesweiter Bedeutung ist. Diese Zuordnung zu den Kulturlandschaften in Niedersachsen hat der Niedersächsische Landesbetrieb für Wasserwirtschaft, Küsten- und Naturschutz (NLWKN) 2018 getroffen. Ein besonderer, rechtlich verbindlicher Schutzstatus ist mit der Klassifizierung nicht verbunden.